# سرخیو رودریگز (بازیکن فوتبال، زاده ۱۹۷۸)
سرخیو رودریگز (انگلیسی: Sergio Rodríguez؛ زادهٔ ۲۶ ژوئیهٔ ۱۹۷۸) بازیکن فوتبال اهل اسپانیا است.
از باشگاه‌هایی که در آن بازی کرده‌است می‌توان به باشگاه فوتبال کادیس، باشگاه فوتبال دپورتیوو آلاوس، و باشگاه فوتبال رئال سوسیداد اشاره کرد.